# Tom Waltham
Pour les articles homonymes, voir Waltham.
 Tom Waltham né à Londres (Grande-Bretagne) le 21 mai 1899) et mort à Paris le 23 mai 1974, est un musicien britannique de jazz, compositeur, parolier, pianiste et chef d'orchestre, connu aussi sous le pseudonyme de Ralph Hedges.

## Biographie
Il découvre la France dans un orchestre militaire britannique et s'intéresse bientôt au jazz apporté en Europe par les soldats afro-américains. Il assiste notamment des concerts de l'Original Dixieland Jass Band. Il s'installe à Paris en 1920 et enregistre son premier disque en 1923. Si son épouse est française, il garde la nationalité britannique, ce qui lui vaut d'être interné pendant la Seconde Guerre mondiale à l'Ilag installé dans la Caserne des Suisses à Saint-Denis. Il parvient à y faire admettre l'américain Arthur Briggs et tous deux encadrent un orchestre de prisonniers, lui assurant le violon. Après la guerre, il s'éloigne du jazz. Il devient directeur musical chez Masspacher et compose lui-même un certain nombre de chansons, notamment pour Édith Piaf.